# Partito Democratico Nazionalista (1921–1926)
Partito Democratico Nazionalista – konserwatywna partia polityczna, działająca na Malcie w latach 1883–1926.

## Historia
Partia została założona w 1883 przez Fortunato Mizziego jako Partito Anti-Reformista. W tym samym roku w wyborach powszechnych zdobyła siedem z ośmiu mandatów w Radzie Rządowej (Government Council).
W 1903 przemianowana została na Partito Nazionale, a w 1921 zastąpiła ją Partito Democratico Nazionalista, założona przez Enrico Mizziego by wchłonąć starą partię. W wyborach w 1921 zdobyła tylko cztery z 32 mandatów, a w wyborach 1924 – pięć.
Z powodu braku sukcesu, w 1926 partia połączyła się z Unione Politica Maltese, tworząc Partę Narodową.

## Ideologia
Jako Partito Anti-Reformista, partia dążyła do zachowania języka włoskiego jako języka edukacji, rządu i prawa i była za utrzymaniem swojej władzy przez Kościół. Była w dużej mierze wspierana przez zamożnych profesjonalistów z miast. Kiedy w 1903 partia stała się Partią Narodową, prowadziła politykę odmowy współpracy z władzami brytyjskimi.
Partito Democratico Nazionalista dążyła do poszerzenia swojej bazy zwolenników poprzez promowanie opieki społecznej, ale zachowała swoje zobowiązanie do uczynienia języka włoskiego drugim, obok angielskiego, językiem urzędowym.

## Wyniki wyborów
| Wybory | Lider              | Głosy | %    | Miejsca w parlamencie | +/– | Pozycja partii | Status          |
| ------ | ------------------ | ----- | ---- | --------------------- | --- | -------------- | --------------- |
| 1921   | Enrico Mizzi       | 2 465 | 12   | 4/32                  | -   | 4              | opozycja        |
| 1924   | Francesco Buhagiar | 4 188 | 17,4 | 5/32                  | 1   | 4              | rząd koalicyjny |